# جون كونواي (لاعب كرة قدم)
جون كونواي (بالإنجليزية: Jon Conway) (6 مايو 1977 في الولايات المتحدة - ) هو لاعب كرة قدم أمريكي في مركز حراسة المرمى. لعب مع سان خوسيه إيرثكويكس وشيكاغو فاير ونادي تورونتو ونادي شيفاز يو إس أي ونيويورك ريد بولز وSan Francisco Seals (soccer) ‏.

## وصلات خارجية
- جون كونواي على موقع الدوري الأمريكي (الإنجليزية)
- جون كونواي على موقع قاعدة بيانات كرة القدم.إي يو (الإنجليزية)